# Carne y piedra
Carne y piedra (Flesh and Stone) es el quinto episodio de la quinta temporada de la serie británica de ciencia ficción Doctor Who, emitido originalmente el 1 de mayo de 2010. Es la conclusión de una historia en dos partes que comenzó con El tiempo de los ángeles.

## Argumento
Siguiendo en el punto donde lo dejó la primera parte, la destrucción del globo de gravedad permite al Undécimo Doctor, Amy Pond, River Song y el padre Octavian y sus clérigos saltar a la gravedad local de la nave Byzantium y escapar de la horda de ángeles llorosos que se acercaban. Los ángeles les siguen a la nave y el Doctor les lleva a todos a la fábrica de oxígeno de la misma, un bosque artificial dentro de la nave. Mientras están en la sala de control secundaria, el Doctor descubre una grieta familiar en la pared y se da cuenta de que es la misma del dormitorio de Amy (En el último momento), y determina que está despidiendo energía temporal con la que los ángeles pretenden alimentarse.
En el bosque, el Doctor y River descubren que Amy tiene la imagen de un ángel implantada en el cerebro. Amy ha estado contando hacia atrás, y está a punto de ser asesinada por el ángel cuando el Doctor le dice que cierre los ojos para que el ángel quede bloqueado. Con Amy sin poder moverse, el Doctor, River y Amy intentan llegar a la sala de control primaria al otro lado del bosque. River y Octavian revelan al Doctor que ella es una prisionera custodiada por Octavian, a la que se le ha prometido el perdón si les ayuda a completar su misión. Un ángel captura y mata a Octavian mientras el Doctor y River entran en la sala de control. Mientras Amy y los clérigos que la cuidan esperan el rescate, la grieta se abre más y los ángeles intentan huir de ella. Cuando algunos de los clérigos se acercan a investigar, desaparecen por completo, y aunque Amy los recuerda, los clérigos que quedan no recuerdan su existencia. Amy pronto queda sola ya que el resto de los clérigos también desaparecen al investigar la grieta. El Doctor le da instrucciones a través del comunicador para dirigirse a la sala de control primaria, manteniendo los ojos cerrados pero fingiendo que aún puede ver para engañar a los ángeles. Amy se cae y revela su ceguera a los ángeles, pero antes de que puedan matarla, River la teletransporta a la sala de control.
El Doctor revela que la grieta la provocó una explosión en alguna parte en el tiempo, una fecha que River y él logran localizar. El Doctor avisa de que cualquier cosa que caiga en ella será borrada del tiempo, y por eso los ángeles temen la grieta. La única forma de cerrar temporalmente la grieta es enviar un "evento espaciotemporal complicado" como el propio Doctor, o la totalidad de los ángeles. Estos siguen absorbiendo la energía del Byzantium hasta que causan  que la gravedad artificial falle, tirando a los ángeles a la grieta y sellándola, mientras el Doctor, Amy y River se agarran a los controles. Con los ángeles desaparecidos, el ángel de la mente de Amy nunca existió, y ella se recupera. Los clérigos se llevan a River, pero antes ella le dice al Doctor que volverán a verse pronto, cuando la Pandórica se abra, algo que el Doctor despacha como un "cuento de hadas".
A bordo de la TARDIS, Amy pide al Doctor que la devuelva a la Tierra la noche en que se marcharon porque quiere enseñarle algo. En su habitación, le muestra al Doctor su anillo de compromiso y su vestido de novia, y le dice que se va a casar con Rory el día siguiente. Amy entonces intenta seducir al Doctor, alarmándole. El Doctor también dice que el día siguiente, el 26 de junio de 2010, es el mismo día del epicentro de la explosión del tiempo, y se lleva a Amy para poder descubrir qué está pasando.

## Producción
Esta historia de Steven Moffat en dos partes pretendía mostrar la peor situación posible que podría ocurrir al enfrentarse a ellos, el estar ciego, como se muestra en esta segunda parte, Carne y piedra, donde Amy está obligada a mantener cerrados los ojos. También diseñó la historia como una secuela de Parpadeo más orientada a la acción.
La historia también presenta un importante desarrollo en el arco argumental de las grietas en el espacio y el tiempo. Para la idea de la grieta, Moffat, se inspiró en una grieta similar en el cuarto de su hijo. Al reaparecer la grieta, se revelan varios hechos sobre ella. Se explica el hecho de que Amy no recuerdo los eventos de varios episodios anteriores, ni tampoco que haya quedado recuerdo histórico de lo que ocurrió en Londres en El siguiente Doctor. También descubre que la explosión que causó la grieta se produjo el 26 de junio de 2010, que es también la fecha de emisión original del último episodio de la temporada, The Big Bang. Antes de que el Doctor, River y Octavian dejen a Amy con los otros clérigos, el Doctor regresa brevemente para consolar a Amy y pedirle que confíe en él, y también le pide que recuerde lo que le dijo cuando era más pequeña. Sin embargo, en esa escena, el Doctor aparece llevando la chaqueta, que había perdido antes en el episodio, así como un reloj diferente. En The Big Bang se revela que este Doctor era de un tiempo futuro, intentando preparar los eventos en el pasado de Amy para intentar ayudarle a recordarle después de que reiniciara el universo.

## Emisión y recepción
Las mediciones nocturnas de audiencia mostraron que Carne y piedra tuvo un total de 6,87 millones de espectadores entre BBC One y BBC HD. Esto fue un pequeño incremento respecto al episodio anterior, pero aun así Carne y piedra siguió siendo el segundo programa más visto de la noche por detrás de Britain's Got Talent. Las mediciones definitivas fueron de 8,495 millones de espectadores. La puntuación de apreciación fue de 86, considerada "excelente".
El episodio se publicó en DVD y Blu-Ray junto con El tiempo de los ángeles y Los vampiros de Venecia el 5 de julio de 2010. Después, se publicó con el resto de la temporada en DVD el 8 de noviembre de 2010.
Carne y piedra ha tenido mayoritariamente críticas positivas. Daniel Martin de The Guardian dijo que "puede decir con credibilidad que es el mejor episodio de Doctor Who que nunca ha existido". Siguió diciendo: "Simplemente es ridículamente bueno, tanto que casi no tiene sentido escoger momentos porque había una secuencia icónica cada pocos segundos". En particular, alabó la escena de la muerte del padre Octavian, señalando cómo "la desesperación surge en el rostro de Matt Smith al darse cuenta de que va a tener que abandonarle a la muerte; el discurso final de Octavian surge con honor y elegancia". Matt Wales de IGN le dio al episodio un 10 sobre 10, diciendo que "estuvo lleno de grandes e icónicos momentos" y dijo, "para el final, nos quedamos con más preguntas que respuestas y un sentido mucho mejor de los planes meticulosos de Moffat".
Gavin Fuller, de The Daily Telegraph, describió el episodio como "una montaña rusa de emociones y caídas". Alabó las escenas del bosque, diciendo que fueron "fácilmente el punto álgido del episodio, llevando todo un rango completo de emociones mientras la naturaleza y escala de la amenaza a la que el Doctor, Amy, River y los clérigos se enfrentaban mientras el episodio progresaba". Sin embargo, expresó incertidumbre acerca del "intento de seducir al Doctor" de Amy, diciendo que "no parecía pegar con el tono habitual de la temporada", y que "teniendo en cuenta la cantidad de niños pequeños que lo ven, puede que no fuera la más apropiada de las escenas que mostrar". Patrick Mulkern de Radio Times hizo una crítica positiva, describiéndole a este episodio y a su predecesor como "dos episodios de Who que merecen un 10 sobre 10 en el registro de cualquiera", aunque pensó que de los dos, The Time of Angels era "ligeramente más deslumbrante", ya que encontró a los ángeles de ese episodio más "macabros", pero aun así pensó que Carne y piedra "nos bombardea con estremecimientos y tensión". También dijo que "le divirtieron mucho las travesuras amorosas de Amy al final".
Steven Cooper de Slant Magazine lo llamó "una montaña rusa emocionante y llena de acción" y alabó los "efectos visuales de alta calidad" de Adam Smith, así como las interpretaciones de Smith, Gillan y Kingston. Notó la diferencia entre el arco argumental más obvio de Moffat en contraposición con los sutiles arcos argumentales de temporadas anteriores, creyendo que posiblemente era una "innovación con mucho retraso" para el programa. Aunque alabó la derrota final de los ángeles por hacer uso de lo que el espectador había olvidado, pensó que ver a los ángeles moverse fue "aterrador y bien hecho", pero les hizo "mucho menos originales e interesantes" y la razón detrás pobre, considerando que la escena "no tenía importancia en absoluto" y sólo estaba ahí de relleno. Dave Golder de SFX estuvo de acuerdo, calificando la escena como "muy aterradora" y los ángeles moviéndose "efectivo", pero pensando que "esos monstruos una vez grandes parecen un poco flojuchos y estúpidos". También pensó que no hacía justicia a la "brillante primera parte", encontrándolo "un poco monótono" y faltándole "alguna revelación auténticamente buena de quedarse con la boca abierta". Sin embargo, pensó que fueron "unos 45 minutos sólidos, emocionantes y que elevaban las pulsaciones", "tensos, llenos de acción y cuajados de frases memorables y momentos emotivos de personajes", particularmente alabando la cuenta atrás de Amy y la muerte de Octavian, y dándole al episodio 4 estrellas sobre 5.
El Daily Mail dijo que la escena de seducción atrajo algunas críticas de ciertos espectadores que acusaron a la BBC de intentar "hacer más sexy el programa para atraer más espectadores adultos". El artículo citó a un representante del grupo de presión Mediawatch-uk y a un anónimo de internet. Un portavoz de la BBC confirmó que habían recibido 43 reclamaciones por la escena entre los millones que habían visto el episodio.